# Liste d'espèces d'oiseaux décrites entre 2006 et 2010
De nouvelles espèces vivantes sont régulièrement définies chaque année.
L'apparition d'une nouvelle espèce dans la nomenclature peut se faire de trois manières principales :
- découverte dans la nature d'une espèce totalement différente de ce qui est connu jusqu'alors,
- nouvelle interprétation d'une espèce connue qui s'avère en réalité être composée de plusieurs espèces proches mais cependant bien distinctes. Ce mode d'apparition d'espèce est en augmentation depuis qu'il est possible d'analyser très finement le génome par des méthodes d'étude et de comparaison des ADN, ces méthodes aboutissant par ailleurs à des remaniements de la classification par une meilleure compréhension de la parenté des taxons (phylogénie). Pour ce type de création de nouvelles espèces, deux circonstances sont possibles : soit une sous-espèce déjà définie est élevée au statut d'espèce, auquel cas le nom, l'auteur et la date sont conservés, soit il est nécessaire de donner un nouveau nom à une partie de la population de l'ancienne espèce,
- découverte d'une nouvelle espèce par l'étude plus approfondie des spécimens conservés dans les musées et les collections.

Ces trois circonstances ont en commun d'être soumises au problème du nombre de spécialistes mondiaux compétents capables de reconnaître le caractère nouveau d'un spécimen. C'est une des raisons pour lesquelles le nombre d'espèces nouvelles chaque année, dans une catégorie taxinomique donnée, est à peu près constant.
Pour bien préciser le nom complet d'une espèce, le (ou les) auteur(s) de la description doivent être indiqués à la suite du nom scientifique, ainsi que l'année de parution dans la publication scientifique. Le nom donné dans la description initiale d'une espèce est appelé le basionyme. Ce nom peut être amené à changer par la suite pour différentes raisons.
Dans la mesure du possible, ce sont les noms actuellement valides qui sont indiqués, ainsi que les découvreurs, les pays d'origine et les publications dans lesquelles les descriptions ont été faites.

## 2006

### Espèces découvertes en 2006
- L'existence d'une nouvelle espèce ou sous-espèce de psittacule du genre Cyclopsitta vivant en Australie (Queensland et Nouvelle-Galles-du-Sud) a été révélée par l'ornithologue John Young, qui a dans un premier temps donné à l'oiseau le nom de "blue-fronted fig parrot" (perruche des figues à front bleu).

### Espèces décrites en 2006

Liocichla bugunorum, découvert en Inde en 2006.

- Conure de Hocking (Aratinga hockingi Arndt, 2006)

Psittacidé.
- Bouscarle odedi (Cettia haddeni LeCroy et Barker)

Sylviidé découvert dans l'île de Bougainville, dans les îles Salomon occidentales (Papouasie-Nouvelle-Guinée). Le nom vernaculaire de cette espèce en nasioi, ódedi, lui a été donné comme nom anglais par les auteurs de la description. Le nom spécifique honore l'ornithologue Don Hadden, qui a découvert l'espèce.
- Coryllis de Camiguin (Loriculus camiguinensis Tello, Degner, Bates et Willard, 2006)

Psittacidé découvert dans l'île et province de Camiguin, en mer de Bohol aux Philippines (spécimens collectés dans les années 1960 et conservés au Field Museum de Chicago). Endémique de Camiguin.
- Garrulaxe des Buguns (Liocichla bugunorum Athreya, 2006)

Timaliidé découvert dans l'état d'Arunachal Pradesh en Inde. Le nom spécifique honore la tribu des Bugun (ou Khowa) (►Wikispecies).
- Pririt obscur (Batis crypta Fjeldså, Bowie et Kiure, 2006)

Passereau de la famille des platysteiridés découvert en Afrique.
- Mérulaxe de Serra do Mar (Scytalopus notorius Raposo, Stopiglia, Loskot et Kirwan, 2006)

Rhinocryptidé.

### Nouvelles sous-espèces (2006)
- Caprimulgus longirostris mochaensis Cleere, 2006
- Coeligena lutetiae albimaculata Sanchez Oses, 2006

Trochilidé.
- Aratinga mitrata chlorogenys Arndt, 2006

Psittacidé.
- Aratinga mitrata tucumana Arndt, 2006

Psittacidé.
- Rhinomyias gularis kamlae, 2006

Muscicapidé découvert au Sarawak en octobre 1996 par Slim Sreedharan, qui a dédié le nom de la sous-espèce à son épouse Kamla (►Wikispecies)
- Atlapetes latinuchus yariguierum Donegan et Huertas, 2006

Découvert dans la Serrania de los Yariguíes, en Colombie. Le nom de la sous-espèce est dédié au peuple des Yariguíes, qui habitait la chaîne de montagnes.
- Regulus regulus ellenthalerae Päckert, Dietzen,Martens, Wink et Kvist, 2006

Régulidé découvert dans les îles de La Palma et El Hierro, aux Canaries.
- Sylvia melanocephala valverdei Cabot & Urdiales, 2006

### Espèces fossiles et subfossiles (2006)
- Waimanu manneringi Jones, Andu et Fordyce, 2006

Sphénisciforme découvert en Nouvelle-Zélande.
- Waimanu tuatahi Jones, Andu et Fordyce, 2006

Sphénisciforme découvert en Nouvelle-Zélande.
- Pygoscelis grandis Walsh et Suárez, 2006

Manchot découvert dans le Pliocène du Chili.
- Dapingfangornis sentisorhinus Li, Duan, Hu, Wang, Cheng et Hou, 2006

Éoénantiornithidé découvert dans le Crétacé de Chine.
- Cerebavis cenomanica Kurochkin, Saveliev, Postnov, Pervushov et Popov, 2006

Euenantiornithe découvert dans le Crétacé de Russie.
- Nyctanassa carcinocatactes Olson et Wingate, 2006

Ardéidé découvert aux Bermudes.
- Branta thessaliensis Boev et Koufos, 2006

Anatidé découvert dans le Miocène de Grèce.
- Masillaraptor parvunguis Mayr, 2006

Rapace découvert dans l'Éocène de Messel, en Allemagne.
- Eclectus infectus Steadman, 2006

Psittacidé découvert dans le Pléistocène et l'Holocène de trois îles des Tonga et de l'île Malakula au Vanuatu.
- Didunculus placopedetes Steadman, 2006

Colombidé découvert dans le Quaternaire des Tonga (îles Eua, Tongatapu, Lifuka, Ha'ano, 'Uiha et Ha'afeva).
- Ducula harrisoni Wragg et Worthy, 2006

Columbidé découvert dans l'île Henderson (îles Pitcairn).
- Porphyrio mcnabi Kirchman et Steadman, 2006

Rallidé découvert dans l'île d'Huahine, en Polynésie française.
- Gallirallus storrsolsoni Kirchman et Steadman, 2006

Rallidé découvert dans l'île d'Huahine, en Polynésie française.
- Gallirallus temptatus Kirchman et Steadman, 2006

Rallidé découvert en Micronésie.
- Gallirallus pisonii Kirchman et Steadman, 2006

Rallidé découvert en Micronésie.
- Gallirallus pendiculentus Kirchman et Steadman, 2006

Rallidé découvert en Micronésie.
- Gallirallus ernstmayri Kirchman et Steadman, 2006

Rallidé découvert en Mélanésie.
- Jungornis geraldmayri Mourer-Chauviré & Sige, 2006

Apodiforme découvert dans l'Éocène du Quercy (France).
- Palila de Pila (Loxioides kikuchi James et Olson, 2006)

Découvert dans l'Holocène de l'île de Kauai, dans les iles Hawaii. L'épithète spécifique est dédiée à la famille Kikuchi, de Kaua'i (en particulier à Pila et Dolly).

## 2007

### Espèces vivantes décrites en 2007
- Grisin de Sincorá (Formicivora grantsaui L. Pedreira Gonzaga, A. Carvalhaes et D. Buzzetti, 2007)

Thamnophilidé découvert dans la vallée de la Cumbura (Bahia, Brésil).
- Érione d'Isabelle (Eriocnemis isabellae) Cortés-Diago, Ortega, Mazariegos-Hurtado et Weller, 2007

Colibri découvert en 2005 dans la Serrania del Pinche en Colombie.
- Platyrhynque roux (Cnipodectes superrufus Lane, Servat, Valqui et Lambert, 2007)

Tyrannidé élaeniiné découvert en Amazonie dans le sud-est du Pérou et en Bolivie. Le spécimen-type de cette espèce avait été découvert dès février 1990 et étudié seulement à partir de 2002, conduisant à la description d'une nouvelle espèce en 2007.
- Melipotes carolae Beehler, Prawiradilaga, de Fretes et Kemp, 2007

Méliphagidé découvert en décembre 2005 dans les monts Foja, en Papouasie indonésienne. L'épithète spécifique honore Carol Beehler, l'épouse d'un des descripteurs de l'espèce.
- Scytalopus diamantinensis, 2007

Rhinocryptidé découvert au Brésil.
- Atlapetes blancae Donegan, 2007

Embérizidé découvert dans les Andes colombiennes. Décrit par Thomas Donegan.
- Serpophaga griseicapilla Straneck, 2007

Tyrannidé.
- Océanite du Cap Vert (Oceanodroma jabejabe (Bolton, 2007))

Séparé de l'Océanite de Castro (O. castro)

### Accès au rang d'espèce (2007)

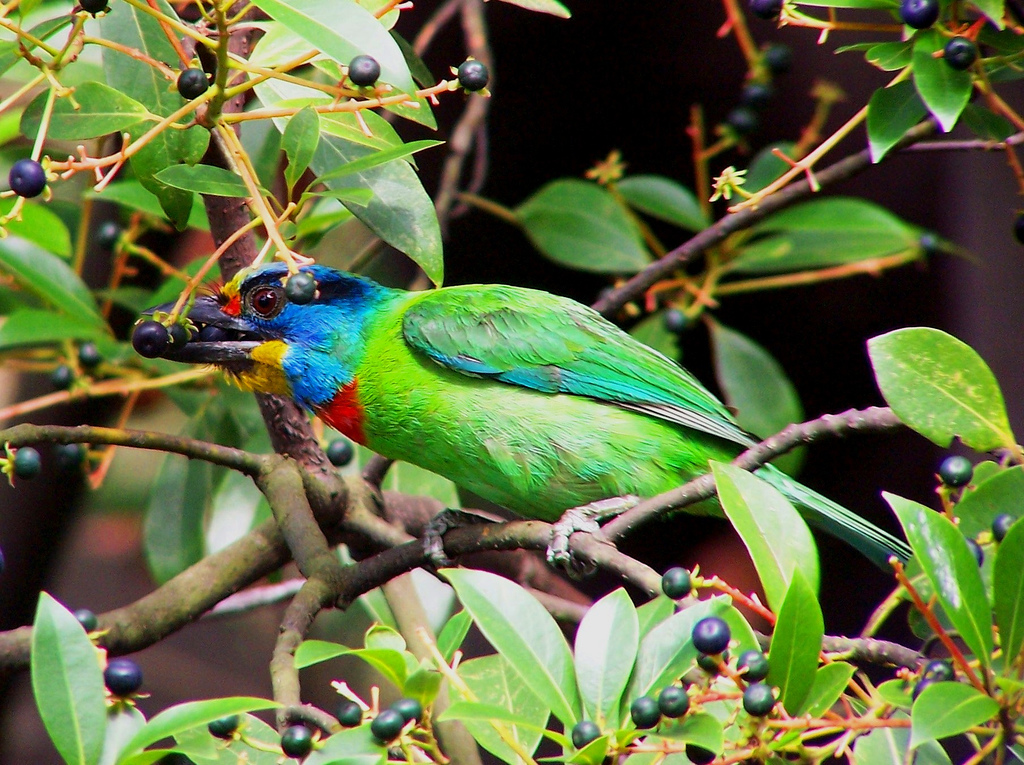
Barbu de Formose (Megalaima nuchalis).

- Rigidipenna inexpectata (Hartert, 1901)

Podargidé des îles Salomon décrit en 1901 par Hartert. D'abord considéré comme une sous-espèce de Podargus ocellatus. Attribué en 2007 à une espèce propre suffisamment différenciée pour justifier la création du nouveau genre Rigidipenna.
- Megalaima annamensis (Robinson et Kloss, 1919)

Auparavant considéré comme la sous-espèce vietnamienne (Chine) du barbu malais (Megalaima oorti)
- Barbu de Hainan (Megalaima faber Swinhoe, 1870)

Auparavant considéré comme la sous-espèce de l'île de Hainan (Chine) du barbu malais (Megalaima oorti)
- Barbu de Formose (Megalaima nuchalis Gould, 1863)

Auparavant considéré comme la sous-espèce taïwanaise du barbu malais (Megalaima oorti)

### Espèces fossiles et subfossiles (2007)
- Perudyptes devriesi

Sphénisciforme.
- Icadyptes salasi

Sphénisciforme.
- Kelenken guillermoi Bertelli, Chiappe et Tambussi, 2007

Phorusrhacidé découvert dans le Miocène moyen de Patagonie argentine. Cette espèce serait le plus grand oiseau terrestre de tous les temps, avec une hauteur de 3 m. et un crâne de 71 cm.
- Gallirallus roletti Kirchman et Steadman, 2007

Rallidé découvert dans l'île de Tahuata (Marquises).
- Gallirallus gracilitibia Kirchman et Steadman, 2007

Rallidé découvert dans l'île d'Ua Huka (Marquises).
- Gallirallus epulare Kirchman et Steadman, 2007

Rallidé découvert dans l'île de Nuku Hiva (Marquises).
- Euroceros bulgaricus Boev et Kovachev, 2007

Calao découvert dans le Miocène de Bulgarie. Il s'agit de la première espèce de calao connue en Europe.

## 2008

### Nouvelles espèces vivantes (2008)

Zosterops somadikartai, une espèce décrite d'Indonésie en 2008

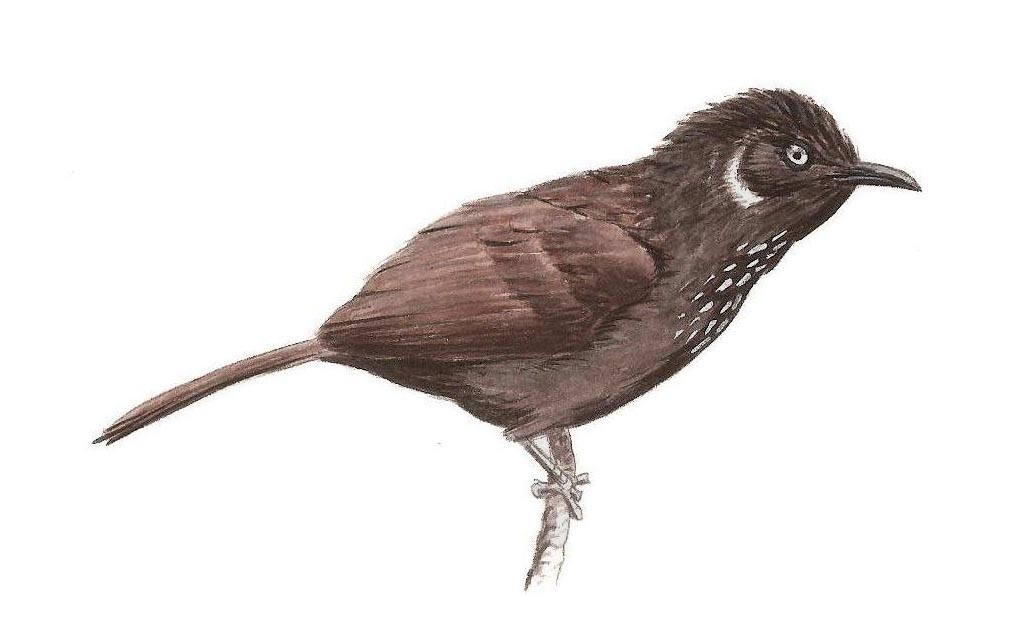
Stachyris nonggangensis, découvert en Chine

- Zosterops somadikartai Indrawan, Rasmussen & Sunarto, 2008

Zostéropidé découvert par le biologiste indonésien Mochaamad Indrawan dans les îles Togian (Célèbes, Indonésie). L'épithète spécifique honore le taxonomiste indonésien Soekarja Somadikarta.
- Phyllomyias weedeni Herzog, Kessler & Balderrama, 2008

Tyrannidé découvert en Bolivie et au Pérou.
- Stachyris nonggangensis Fang & Aiwu, 2008

Sylviidé découvert en Chine.
- Rouge-gorge forestier à dos olive (Stiphrornis pyrrholaemus) Schmidt, Foster, Angehr, Durrant & Fleischer, 2008

Muscicapidé découvert au Gabon
- Pyrrhura parvifrons Arndt, 2008

Psittacidé.
- Zosterops gibbsi Dutson, 2008

Zostéropidé découvert dans l'île de Vanikoro aux îles Salomon
- Oceanodroma monteiroi Bolton, Smith, Gomez-Diaz, Friesen, Medeiros, Bried, Roscales & Furness, 2008

Procellariidé hydrobatiné découvert dans l'île de Praia, aux Açores, où elle est endémique.

### Accès au rang d'espèce (2008)
- Ardea modesta

Ardéidé considéré auparavant comme une sous-espèce de la Grande aigrette (Ardea alba).
- Automolus lammi

Furnariidé considéré auparavant comme une sous-espèce d'A. leucophthalmus (Automolus leucophthalmus lammi).

### Nouvelles sous-espèces vivantes (2008)
- Prinia burnesii nipalensis

Découverte au Népal.

### Espèces fossiles et subfossiles
- Megadyptes waitaha Boessenkool, Austin, Worthy, Scofield, Cooper, Seddon & Waters, 2008

Manchot découvert en Nouvelle-Zélande.
- Bermuteo avivorus Olson, 2008

Accipitridé découvert aux Bermudes.
- Bountyphaps obsoleta Worthy & Wragg, 2008

Pigeon découvert dans l'île Henderson (îles Pitcairn).
- Foudia delloni Cheke & Hume, 2008

Découvert à la Réunion.

## 2009

### Espèces découvertes en 2009
- Bulbul hualon (Pycnonotus hualon (Woxvold, Duckworth & Timmins, 2009))

Première espèce de bulbuls à être décrite en Asie depuis un siècle.

### Espèces décrites en 2009
- Bathmocerque des Rubeho (Scepomycter rubehoensis Bowie, Fjeldså, and Kiure, 2009)

Autrefois non distinguée du Bathmocerque de Winifred (Scepomycter winifredae)

## 2010

Apparence générale du Pouillot calciatile (Phylloscopus calciatilis).

### Espèces décrites en 2010
- Pouillot calciatile (Phylloscopus calciatilis Alström et al., 2010)

Observée depuis 1994, l'espèce n'était pas distinguée du Pouillot de Rickett (Phylloscopus ricketti), pourtant plus grand.
- Grallaire de Fenwick (Grallaria fenwickorum Barrera & Bartels, 2010)

Rencontrée en Colombie en septembre 2007 puis observée, photographiée et enregistrée courant 2008 et 2009, elle n'est officiellement décrite qu'en mai 2010.
- Buse de Socotra (Buteo socotraensis Porter & Kirwan, 2010)

Longtemps considérée comme une sous-espèce de la Buse variable (B. buteo), sa séparation est établie en 2000 et la description formelle n'a lieu que 10 ans plus tard.